# Rudolf Fuchs (Dichter)
Rudolf Fuchs (* 5. März 1890 in Poděbrady, Mittelböhmen, Österreich-Ungarn; † 17. Februar 1942 in London) war deutschsprachiger tschechoslowakischer Dichter und Übersetzer.

## Leben und Werk
Aus einem tschechischen Städtchen stammend, war Fuchs jedoch ab dem 10. Lebensjahr zweisprachig aufgewachsen und dichtete auf Deutsch. Zum Abschluss der deutschen Realschule kam er als Jugendlicher nach Prag und wohnte dort bei der Familie von Friedrich Thieberger. Er nahm als Soldat am Ersten Weltkrieg teil und wurde anschließend Teil des Prager deutschen Schriftstellerkreises, wo er unter anderem Johannes Urzidil, Franz Werfel, Max Brod, Felix Weltsch und Franz Kafka kennenlernte. Seit ihrer Gründung 1921 war er Mitglied der Komunistická strana Československa. Sein erstes Gedichtbändchen erschien 1913 unter dem Titel Der Meteor in Heidelberg, worauf 1919 Die Karawane folgte. Kurz vor seinem Tod im englischen Exil erschien eine dritte Gedichtsammlung als Privatdruck in London unter dem Titel Gedichte aus Reigate.
Die eigentliche Bedeutung von Rudolf Fuchs liegt aber in seinen Übersetzungen des schlesisch-tschechischen Dichters Petr Bezruč. Dessen berühmte Sammlung Slezské písně erschien 1916 als Schlesische Lieder im Kurt Wolff-Verlag in Leipzig. Es folgte 1926 eine Sammlung unter dem Titel Lieder eines schlesischen Bergmanns im selben Verlag.
Fuchs lieferte darüber hinaus auch Übersetzungen anderer moderner tschechischer Dichter, zum Beispiel für die Anthologie Jüngste tschechische Lyrik (erschienen Ende 1916 im Berliner Verlag der expressionistischen Zeitschrift Die Aktion). 1926 folgte ein umfangreiches und zeitlich weiter ausgreifendes anthologisches Werk, das ausschließlich auf Übersetzungen von Fuchs beruht: Ein Erntekranz . Aus hundert Jahren tschechischer Dichtung.
Fuchs starb 1942 während eines deutschen Bombenangriffs auf London.

## Ehrung
- 1937 Herderpreis der Tschechoslowakischen Republik

## Werke (Auswahl)
- Der Meteor. Gedichte. Saturn-Verlag Hermann Meister, Heidelberg 1913
- Schlesische Lieder. von Petr Bezruc. Aus dem Tschechischen übers. von Rudolf Fuchs. Mit einem Vorwort von Franz Werfel. Kurt Wolff Verlag, München 1916; zweite, erweiterte Ausgabe mit einem Vorwort von Rudolf Fuchs, Verlag Julius Kittls Nachfolger, Leipzig – Mährisch Ostrau 1937
- Karawane. Gedichte. Kurt Wolff Verlag, Leipzig 1919
- Lieder eines schlesischen Bergmanns. Zweiter Band der "Schlesischen Lieder" von Petr Bezruc. Aus dem Tschechischen übers. von Rudolf Fuchs. Kurt Wolff Verlag, München 1926.
- Ein Erntekranz. Aus hundert Jahren tschechischer Dichtung. Übersetzt und herausgegeben von Rudolf Fuchs. Kurt Wolff Verlag, München 1926
- Aufruhr im Mansfelder Land. Massendrama in 26 Szenen. Neuer Deutscher Verlag, Berlin 1928
- Gedichte aus Reigate. Privatdruck (Barnard & Westwood, London) 1941
- Ein wissender Soldat. Gedichte und Schriften aus dem Nachlaß. Verlag der Einheit, London 1943
- Die Prager Aposteluhr. Gedichte, Prosa, Briefe. Mitteldeutscher Verlag, Halle 1985

## Vorträge
- „Heimat und (nationale) Identität im Werk Rudolf Fuchs‘“, von Konstantin Kountouroyanis, Ort: Karls-Universität Prag, Veranstaltung: Pragestt 2015 – Prager internationale Studententagung, 21. März 2015, 16:30 Uhr – 17:00 Uhr, Zusammenfassung des Vortrags im Begleitheft auf Seite 38, Programmheft der Tagung
- „Rudolf Fuchs (1890 – 1942) – ein wissender Soldat“, Vortrag im Prager Literaturhaus deutschsprachiger Autoren, 24. November 2015, 18:00 Uhr – 20:00 Uhr, Ankündigungstext im Prager Literaturhaus, Ankündigung der Kurt Krolop Forschungsstelle im Landesecho
- „Rudolf Fuchs´ Beziehung zu Franz Kafka“, von Konstantin Kountouroyanis, Ort: Karls-Universität Prag, Veranstaltung Pragestt 2016, 19. März 2016, 12:00 Uhr – 12:30 Uhr, Zusammenfassung des Vortrags im Begleitheft auf Seite 24, Programmheft der Tagung, Vorankündigungsbeitrag auf prag-aktuell.cz